# ナストロ・ダルジェント主演男優賞
ナストロ・ダルジェント主演男優賞（Nastro d'Argento al miglior attore protagonista）は、ナストロ・ダルジェント賞の部門のひとつである。1946年、賞の創設と同時に設置された。
2023年時点での最多受賞者はマルチェロ・マストロヤンニ（通算7回受賞）である。

## 受賞者・候補者一覧
太字が受賞者。

### 1940年代
- 1946年：アンドレア・チェッキ - 『Due lettere anonime』
- 1947年：アメデオ・ナッツァーリ - 『Il bandito』
- 1948年：ヴィットリオ・デ・シーカ - 『Cuore』
- 1949年：マッシモ・ジロッティ - 『無法者の掟』（In nome della legge）

### 1950年代
- 1950年：授賞なし
- 1951年：アルド・ファブリツィ - 『Prima comunione』
- 1952年：トト - 『Guardie e ladri』
- 1953年：レナート・ラシェル - 『Il cappotto』
- 1954年：ニーノ・タラント - 『Anni facili』
- 1955年：マルチェロ・マストロヤンニ  - 『恋愛時代』
- 1956年：アルベルト・ソルディ - 『Lo scapolo』
- 1957年：授賞なし
  - ピエトロ・ジェルミ - 『鉄道員』
  - マルチェロ・マストロヤンニ - 『La fortuna di essere donna』
- 1958年：
  - マルチェロ・マストロヤンニ - 『白夜』
  - ヴィットリオ・ガスマン - 『Kean - Genio e sregolatezza』
- 1959年：
  - ヴィットリオ・ガスマン - 『いつもの見知らぬ男たち』
  - ピエトロ・ジェルミ - 『わらの男』
  - アルベルト・ソルディ - 『Il marito』

### 1960年代
- 1960年：
  - アルベルト・ソルディ - 『戦争・はだかの兵隊』
  - ヴィットリオ・デ・シーカ - 『ロベレ将軍』
  - ヴィットリオ・ガスマン - 『戦争・はだかの兵隊』
- 1961年：
  - マルチェロ・マストロヤンニ - 『甘い生活』
  - マルチェロ・マストロヤンニ - 『汚れなき抱擁』（Il bell'Antonio）
  - アルベルト・ソルディ - 『Tutti a casa』）
- 1962年：
  - マルチェロ・マストロヤンニ - 『イタリア式離婚狂想曲』
  - アルベルト・ソルディ - 『困難な人生』
  - フランコ・チッティ - 『アッカトーネ』
- 1963年：
  - ヴィットリオ・ガスマン - 『追い越し野郎』
  - マルチェロ・マストロヤンニ - 『家族日誌』
  - サルヴォ・ランドーネ - 『I giorni contati』
  - アルベルト・ソルディ - 『Mafioso』
- 1964年：
  - ウーゴ・トニャッツィ - 『女王蜂』
  - マルチェロ・マストロヤンニ - 『8 1/2』
  - ヴィットリオ・ガスマン - 『怪物たち』
- 1965年：
  - サロ・ウルツィ - 『誘惑されて棄てられて』
  - ニーノ・マンフレディ - 『La ballata del boia』
  - マルチェロ・マストロヤンニ - 『ああ結婚』
- 1966年：
  - ニーノ・マンフレディ - 『Questa volta parliamo di uomini』
  - マルチェロ・マストロヤンニ - 『華麗なる殺人』
- 1967年：
  - トト - 『大きな鳥と小さな鳥』
  - ヴィットリオ・ガスマン - 『L'armata Brancaleone』
  - エンリコ・マリア・サレルノ - 『Le stagioni del nostro amore』
- 1968年：
  - ジャン・マリア・ヴォロンテ - 『悪い奴ほど手が白い』
  - アルベルト・ソルディ - 『Un italiano in America』
  - ウーゴ・トニャッツィ - 『L'immorale』
- 1969年：
  - ウーゴ・トニャッツィ - 『La bambolona』
  - ジャン・マリア・ヴォロンテ - 『ミラノの銀行強盗』
  - リーノ・カポリッキオ - 『Escalation』

### 1970年代
- 1970年：
  - ニーノ・マンフレディ - 『Nell'anno del Signore』
  - カルメロ・ベーネ - 『Nostra Signora dei Turchi』
  - ウーゴ・トニャッツィ - 『Il commissario Pepe』
- 1971年：
  - ジャン・マリア・ヴォロンテ - 『殺人捜査』
  - ヴィットリオ・ガスマン - 『Brancaleone alle crociate』
  - マルチェロ・マストロヤンニ - 『Dramma della gelosia - Tutti i particolari in cronaca』
- 1972年：
  - リッカルド・クッチョッラ - 『死刑台のメロディ』
  - ジャン・マリア・ヴォロンテ - 『労働者階級は天国に入る』（La classe operaia va in paradiso）
  - アルベルト・ソルディ - 『Bello, onesto, emigrato Australia sposerebbe compaesana illibata』
- 1973年：ジャンカルロ・ジャンニーニ - 『Mimì metallurgico ferito nell'onore』
- 1974年：
  - ジャンカルロ・ジャンニーニ - 『愛とアナーキーの映画』（Film d'amore e d'anarchia - Ovvero "Stamattina alle 10 in via dei Fiori nella nota casa di tolleranza..."）
  - ジャンカルロ・ジャンニーニ - 『あゝ情熱』（Paolo il caldo）
  - ジャン・マリア・ヴォロンテ - 『Giordano Bruno』
- 1975年：
  - ヴィットリオ・ガスマン - 『女の香り』
  - ウーゴ・トニャッツィ - 『Romanzo popolare』
  - ステファノ・サッタ・フローレス - 『あんなに愛しあったのに』（C'eravamo tanto amati）
- 1976年：
  - ミケーレ・プラチド - 『Marcia trionfale』
  - ジュリオ・ブロージ - 『San Michele aveva un gallo』
  - ウーゴ・トニャッツィ - 『Amici miei』
  - ニーノ・マンフレディ  - 『Attenti al buffone』
- 1977年：
  - アルベルト・ソルディ - 『Un borghese piccolo piccolo』
  - ニーノ・マンフレディ - 『醜い奴、汚い奴、悪い奴 』（Brutti, sporchi e cattivi）
  - ウーゴ・トニャッツィ - 『La stanza del vescovo』
- 1978年：ニーノ・マンフレディ - 『In nome del Papa Re』
- 1979年：フラヴィオ・ブッチ - 『Ligabue』

### 1980年代
- 1980年：ニーノ・マンフレディ - 『Café Express』
- 1981年：
  - ヴィットリオ・メッツォジョルノ - 『Tre fratelli』
  - アルベルト・ソルディ - 『Io e Caterina』
  - マッシモ・トロイージ - 『Ricomincio da tre』
  - ミケーレ・プラチド - 『Fontamara』
- 1982年：ウーゴ・トニャッツィ - 『La tragedia di un uomo ridicolo』
- 1983年：
  - フランチェスコ・ヌーティ - 『Io, Chiara e lo Scuro』
  - マルチェロ・マストロヤンニ - 『Il mondo nuovo』
- 1984年：
  - カルロ・デッレ・ピアーネ - 『Una gita scolastica』
  - ジャンカルロ・ジャンニーニ - 『Mi manda Picone』
  - エンリコ・モンテザーノ - 『Sotto... sotto... strapazzato da anomala passione』
  - アルベルト・ソルディ - 『Il tassinaro』
- 1985年：ミケーレ・プラチド - 『実録マフィア戦争／暗黒の首領』（Pizza connection）
- 1986年：
  - マルチェロ・マストロヤンニ - 『ジンジャーとフレッド』（Ginger e Fred）
  - カルロ・デッレ・ピアーネ - 『Festa di laurea』
  - マルチェロ・マストロヤンニ - 『マカロニ』）
  - カルロ・ヴェルドーネ - 『Troppo forte』
- 1987年：
  - ロベルト・ベニーニ - 『ダウン・バイ・ロー』
  - ヴァルテル・キアーリ - 『Romance』
  - ヴィットリオ・ガスマン - 『ラ・ファミリア』（La famiglia）
- 1988年：
  - マルチェロ・マストロヤンニ - 『黒い瞳』（Oci ciornie）
  - カルロ・ヴェルドーネ - 『Io e mia sorella』
  - レナート・ポッツェット - 『Da grande』
- 1989年：
  - ジャン・マリア・ヴォロンテ - 『L'opera al nero』
  - ジャンカルロ・ジャンニーニ - 『'o Re』
  - ロベルト・ベニーニ - 『Il piccolo diavolo』

### 1990年代
- 1990年：
  - ヴィットリオ・ガスマン - 『Lo zio indegno』
  - ロベルト・チトラン - 『Il prete bello』
  - マッシモ・トロイージ - 『BARに灯ともる頃』
  - ミケーレ・プラチド - 『永遠のマリー』（Mery per sempre）
  - マルチェロ・マストロヤンニ - 『BARに灯ともる頃』
- 1991年：
  - マルチェロ・マストロヤンニ - 『黄昏に瞳やさしく』（Verso sera）
  - ディエゴ・アバタントゥオーノ - 『Turné』
  - ジャンカルロ・ジャンニーニ - 『Il male oscuro』
  - パオロ・ヴィラッジョ - 『ボイス・オブ・ムーン』（La voce della Luna）
  - ジャン・マリア・ヴォロンテ - 『宣告』（Porte aperte）
- 1992年：
  - ロベルト・ベニーニ - 『Johnny Stecchino』
  - シルヴィオ・オルランド - 『Il portaborse』
  - ディエゴ・アバタントゥオーノ - 『エーゲ海の天使』
  - セルジオ・カステッリット - 『La carne』
  - クラウディオ・アメンドラ - 『Ultrà』
- 1993年：
  - ディエゴ・アバタントゥオーノ - 『Puerto Escondido』
  - クラウディオ・アメンドラ - 『Un'altra vita』
  - カルロ・チェッキ - 『Morte di un matematico napoletano』
  - エンリコ・ロ・ヴェルソ - 『小さな旅人』（Il ladro di bambini）
  - カルロ・ヴェルドーネ - 『Al lupo al lupo』
- 1994年：
  - パオロ・ヴィラッジョ - 『Il segreto del bosco vecchio』
  - セルジオ・カステッリット - 『かぼちゃ大王』
  - ナンニ・モレッティ - 『親愛なる日記』（Caro diario）
  - ファブリツィオ・ベンティヴォリオ - 『Un'anima divisa in due』
  - カルロ・チェッキ、リッキー・メンフィス、エンリコ・ロ・ヴェルソ、クラウディオ・アメンドラ、トニー・スペランデオ - 『La scorta』
- 1995年：
  - アレッサンドロ・アベル - 『La vera vita di Antonio H.』
  - キム・ロッシ・スチュアート - 『Senza pelle』
  - エンリコ・ロ・ヴェルソ - 『Lamerica』
  - マッシモ・ギーニ - 『Senza pelle』
  - ジュリオ・スカルパーティ - 『Il giudice ragazzino』
- 1996年：
  - セルジオ・カステッリット - 『明日を夢見て』
  - ファブリツィオ・ベンティヴォリオ - 『Un eroe borghese』
  - ナンニ・モレッティ - 『La seconda volta』
  - マルチェロ・マストロヤンニ - 『Sostiene Pereira』
  - シルヴィオ・オルランド - 『La scuola』
- 1997年：
  - レオナルド・ピエラッチョーニ - 『踊れトスカーナ！』
  - シルヴィオ・オルランド - 『Ferie d'agosto』
  - アントニオ・アルバネーゼ - 『Vesna va veloce』
  - マッシモ・ボルディ - 『Festival』
  - クラウディオ・アメンドラ - 『ぼくらの世代』（La mia generazione）
- 1998年：
  - ロベルト・ベニーニ - 『ライフ・イズ・ビューティフル』
  - シルヴィオ・オルランド - 『Auguri professore』
  - ヴァレリオ・マスタンドレア - 『Tutti giù per terra』
  - クラウディオ・アメンドラ - 『Altri uomini』
  - トニ・セルヴィッロ - 『I vesuviani』
- 1999年：
  - ジャンカルロ・ジャンニーニ - 『La stanza dello scirocco』
  - ヴァレリオ・マスタンドレア - 『L'odore della notte』
  - アントニオ・アルバネーゼ - 『Tu ridi』
  - ステファノ・アコルシ - 『I piccoli maestri』
  - キム・ロッシ・スチュアート - 『La ballata dei lavavetri』

### 2000年代
- 2000年：
  - シルヴィオ・オルランド - 『Preferisco il rumore del mare』
  - ジャンニ・カヴィーナ - 『La via degli angeli』
  - フランチェスコ・ジュッフリーダ、ジャンマルコ・トニャッツィ - 『Prime luci dell'alba』
  - カルロ・ヴェルドーネ - 『C'era un cinese in coma』
  - ルカ・ジンガレッティ - 『L'anniversario』
- 2001年：
  - ステファノ・アコルシ - 『無邪気な妖精たち』
  - ディエゴ・アバタントゥオーノ、セルジオ・カステッリット - 『Concorrenza sleale』
  - アントニオ・アルバネーゼ、ファブリツィオ・ベンティヴォリオ - 『La lingua del santo』
  - アルド、ジョヴァンニ＆ジャコモ - 『Chiedimi se sono felice』
  - ルイジ・ロ・カーショ - 『ペッピーノの百歩』
- 2002年：
  - セルジオ・カステッリット - 『母の微笑』（L'ora di religione）
  - アントニオ・カターニア - 『Ribelli per caso』
  - ファブリツィオ・ジフーニ - 『Sole negli occhi』
  - アンドレア・レンツィ、トニ・セルヴィッロ - 『もうひとりの男』（L'uomo in più）
  - フランチェスコ・サルヴィ - 『La rentrée』
- 2003年
  - ネーリ・マルコレ - 『Il cuore altrove』
  - ジジ・プロイエッティ - 『Febbre da cavallo - La mandrakata』
  - ファブリツィオ・ベンティヴォリオ - 『リメンバー・ミー』（Ricordati di me）
  - エルネスト・マイウー - 『剥製師』（L'imbalsamatore）
  - ヴァレリオ・マスタンドレア - 『V-マックス』（Velocità massima）
- 2004年：
  - アレッシオ・ボーニ、ファブリツィオ・ジフーニ、ルイジ・ロ・カーショ、アンドレア・ティドナ - 『輝ける青春』
  - ロベルト・ヘルリッカ - 『夜よ、こんにちは』（Buongiorno, notte）
  - セルジオ・カステッリット - 『カテリーナ、都会へ行く』（Caterina va in città）
  - エンニオ・ファンタスティキーニ - 『Alla fine della notte』
  - セルジオ・ルビーニ - 『Mio cognato』
- 2005年：
  - トニ・セルヴィッロ - 『愛の果てへの旅』（Le conseguenze dell'amore）
  - ファブリツィオ・ベンティヴォリオ - 『L'amore ritorna』
  - ジョルジョ・パゾッティ - 『トリノ、24時からの恋人たち』（Dopo mezzanotte）および『Volevo solo dormirle addosso』
  - キム・ロッシ・スチュアート - 『家の鍵』
  - カルロ・ヴェルドーネ - 『L'amore è eterno finché dura』
- 2006年：
  - ピエルフランチェスコ・ファヴィーノ、キム・ロッシ・スチュアート、クラウディオ・サンタマリア - 『野良犬たちの掟』（Romanzo criminale）
  - ステファノ・アコルシ - 『Provincia meccanica』
  - アントニオ・アルバネーゼ - 『二度目の結婚』（La seconda notte di nozze）
  - ロベルト・ベニーニ - 『人生は、奇跡の詩』
  - ルカ・ジンガレッティ - 『Alla luce del sole』および『哀しみの日々』（I giorni dell'abbandono）
- 2007年：
  - シルヴィオ・オルランド - 『夫婦の危機』（Il caimano）
  - ディエゴ・アバタントゥオーノ - 『La cena per farli conoscere』
  - マルコ・レオナルディ - 『Maradona - La mano de Dios』
  - ジョルジョ・パゾッティ、ジョルジョ・コランジェリ - 『潮風に吹かれて』（L'aria salata）
  - ジャコモ・リッツォ - 『L'amico di famiglia』
  - カルロ・ヴェルドーネ、シルヴィオ・ムッチーノ - 『わが人生最良の敵』（Il mio miglior nemico）
- 2008年：
  - トニ・セルヴィッロ - 『湖のほとりで』
  - アントニオ・アルバネーゼ - 『日々と雲行き』（Giorni e nuvole）
  - エリオ・ジェルマーノ - 『マイ・ブラザー』 および『Nessuna qualità agli eroi』
  - ヴァレリオ・マスタンドレア - 『考えてもムダさ』
  - ナンニ・モレッティ - 『クワイエット・カオス〜パパが待つ公園で』（Caos calmo）
- 2009年：
  - トニ・セルヴィッロ - 『イル・ディーヴォ 魔王と呼ばれた男』
  - アントニオ・アルバネーゼ - 『ハートの問題』（Questione di cuore）
  - リベロ・デ・リエンツォ - 『Fortapàsc』
  - シルヴィオ・オルランド - 『ボローニャの夕暮れ』
  - キム・ロッシ・スチュアート - 『ハートの問題』（Questione di cuore）
  - フィリッポ・ティーミ - 『Come Dio comanda』および『愛の勝利を ムッソリーニを愛した女』

### 2010年代
- 2010年：
  - エリオ・ジェルマーノ - 『我らの生活』
  - クリスティアン・デ・シーカ - 『Il figlio più piccolo』
  - セルジオ・カステッリット - 『頭を上げて』（Alza la testa）および『Questione di punti di vista』
  - ヴァレリオ・マスタンドレア - 『はじめての大切なもの』（La prima cosa bella）および『Good Morning Aman』
  - リッカルド・スカマルチョ - 『あしたのパスタはアルデンテ』および『La prima linea』
- 2011年：
  - キム・ロッシ・スチュアート - 『Vallanzasca - Gli angeli del male』
  - クラウディオ・ビジオ、アレッサンドロ・シアーニ - 『Benvenuti al Sud』
  - ラウル・ボヴァ - 『Nessuno mi può giudicare』
  - トニ・セルヴィッロ - 『穏やかな暮らし』（Una vita tranquilla）および『至宝 ある巨大企業の犯罪』（Il gioiellino）
  - エミリオ・ソルフリッツィ - 『Se sei così ti dico sì』
- 2012年：
  - ピエルフランチェスコ・ファヴィーノ - 『バスターズ』（ACAB - All Cops Are Bastards）および『フォンターナ広場 イタリアの陰謀』
  - ファブリツィオ・ベンティヴォリオ - 『ブルーノのしあわせガイド』
  - エリオ・ジェルマーノ - 『異人たちの棲む館』（Magnifica presenza）
  - ロベルト・ヘルリッカ - 『七つの慈しみ』（Sette opere di misericordia）
  - ヴィニーチョ・マルキオーニ - 『Cavalli』および『家への帰り道で』（Sulla strada di casa）
- 2013年：
  - アニエッロ・アレーナ - 『リアリティー』
  - ラウル・ボヴァ、マルコ・ジャッリーニ - 『Buongiorno papà』
  - ルカ・マリネッリ - 『来る日も来る日も』（Tutti i santi giorni）
  - ヴァレリオ・マスタンドレア - 『幸せのバランス』（Gli equilibristi）および『ローマに消えた男』（Viva la libertà）
  - フランチェスコ・シャンナ - 『Itaker - Vietato agli italiani』

- 2014年：
  - ファブリツィオ・ベンティヴォリオ、ファブリツィオ・ジフーニ - 『人間の値打ち』（Il capitale umano）
  - エリオ・ジェルマーノ - 『L'ultima ruota del carro』
  - エドアルド・レオ - 『いつだってやめられる 7人の危ない教授たち』、『La mossa del pinguino』および『Ti ricordi di me?』
  - ジャンパオロ・モレッリ、アレッサンドロ・ロハ - 『僕はナポリタン』（Song'e Napule）
  - キム・ロッシ・スチュアート - 『ハッピー・イヤーズ』（Anni felici）
- 2015年：
  - アレッサンドロ・ガスマン - 『Il nome del figlio』および『われらの子供たち』（I nostri ragazzi）
  - ピエルフランチェスコ・ファヴィーノ - 『Senza nessuna pietà』
  - ファブリツィオ・フェッラカーネ、マルコ・レオナルディ、ペッピーノ・マッツォッタ - 『黒の魂』
  - リッカルド・スカマルチョ - 『Nessuno si salva da solo』
  - ルカ・ジンガレッティ - 『Perez.』
- 2016年：
  - ステファノ・アコルシ - 『ゴッド・スピード・ユー！』（Veloce come il vento）
  - ピエルフランチェスコ・ファヴィーノ - 『暗黒街』
  - エリオ・ジェルマーノ - 『アラスカ』（Alaska）
  - クラウディオ・サンタマリア - 『皆はこう呼んだ、鋼鉄ジーグ』
  - リッカルド・スカマルチョ - 『La prima luce』および『Pericle il nero』
- 2017年：
- レナート・カルペンティエーリ - 『ナポリの隣人』
  - マルコ・ジャッリーニ、アレッサンドロ・ガスマン - 『Beata ignoranza』
  - ルカ・マリネッリ - 『イタリアの父』（Il padre d'Italia）
  - ミケーレ・リオンディーノ - 『ジュリアの世界』（La ragazza del mondo）
  - トニ・セルヴィッロ - 『Lasciati andare』
- 2018年：
  - マルチェッロ・フォンテ、エドアルド・ペッシェ - 『ドッグマン』
  - アレッシオ・ボーニ - 『霧の中の少女』（La ragazza nella nebbia）および『Respiri』
  - ジュゼッペ・バッティストン - 『Finché c'è prosecco c'è speranza』および『Dopo la guerra』
  - トニ・セルヴィッロ - 『LORO 欲望のイタリア』（Loro）
  - ヴァレリオ・マスタンドレア - 『ザ・プレイス 運命の交差点』
- 2019年：
  - ピエルフランチェスコ・ファヴィーノ - 『シチリアーノ 裏切りの美学』
  - アレッサンドロ・ボルギ - 『ザ・グレイテスト・キング』
  - アンドレア・カルペンツァーノ - 『Il campione』
  - マルコ・ジャッリーニ、ヴァレリオ・マスタンドレア - 『Domani è un altro giorno』
  - リッカルド・スカマルチョ - 『幸せな感じ』、『インビジブル・ウィットネス 見えない目撃者』（Il testimone invisibile）および『ザ・ルースレス 〜とあるマフィアの転落人生〜』（Lo spietato）

### 2020年代
- 2020年：
  - ピエルフランチェスコ・ファヴィーノ – 『Hammamet』
  - ステファノ・アコルシ、エドアルド・レオ – 『幸運の女神』
  - ルカ・マリネッリ – 『マーティン・エデン』
  - フランチェスコ・ディ・レーヴァ – 『Il sindaco del rione Sanità』
  - キム・ロッシ・スチュアート – 『離ればなれになっても』
- 2021年：
  - キム・ロッシ・スチュアート - 『きっと大丈夫』（Cosa sarà）
  - ピエルフランチェスコ・ファヴィーノ - 『我らの父よ』（Padrenostro）
  - セルジオ・カステッリット - 『Il cattivo poeta』
  - アレッサンドロ・ガスマン - 『憎むなかれ』（Non odiare）
  - ファブリツィオ・ジフーニ - 『内なる獣性』（La belva）
- 2022年：
  - ピエルフランチェスコ・ファヴィーノ – 『ノスタルジア』（Nostalgia）
  - シルヴィオ・オルランド – 『内なる檻』（Ariaferma）および『Il bambino nascosto』
  - アンドレア・カルペンツァーノ – 『スイングライド』（Calcinculo）および『Lovely Boy』
  - マッシミリアーノ・ガッロ – 『Il silenzio grande』
  - エリオ・ジェルマーノ – 『アメリカ・ラティーナ』（America Latina）
  - トニ・セルヴィッロ – 『内なる檻』（Ariaferma）および『笑いの王』（Qui rido io）
- 2023年：
  - アレッサンドロ・ボルギ、ルカ・マリネッリ - 『帰れない山』
  - ピエルフランチェスコ・ファヴィーノ - 『L'ultima notte di Amore』
  - エドアルド・レオ - 『Mia』
  - ルイジ・ロ・カーショ - 『蟻の王』（Il signore delle formiche）
  - ファウスト・ルッソ・アレージ - 『エドガルド・モルターラ ある少年の数奇な運命』（Rapito）

- 2024年
  - ミケーレ・リオンディーノ - 『Palazzina Laf』
  - アントニオ・アルバネーゼ - 『Cento domeniche』
  - ピエルフランチェスコ・ファヴィーノ - 『潜水艦コマンダンテ 誇り高き決断』（Comandante）
  - エリオ・ジェルマーノ - 『信頼』（Confidenza）
  - アドリアーノ・ジャンニーニ - 『アダージョ』（Adagio）

## 複数回受賞者
| 受賞回数 | 受賞者                             | 受賞年度                                 |
| -------- | ---------------------------------- | ---------------------------------------- |
| 7        | マルチェロ・マストロヤンニ         | 1955, 1958, 1961, 1962, 1986, 1988, 1991 |
| 5        | ピエルフランチェスコ・ファヴィーノ | 2006, 2012, 2019, 2020, 2022             |
| 4        | ヴィットリオ・ガスマン             | 1959, 1963, 1975, 1990                   |
| 4        | ニーノ・マンフレディ               | 1966, 1970, 1978, 1980                   |
| 3        | ロベルト・ベニーニ                 | 1987, 1992, 1998                         |
| 3        | ジャンカルロ・ジャンニーニ         | 1973, 1974, 1999                         |
| 3        | シルヴィオ・オルランド             | 2000, 2007, 2022                         |
| 3        | キム・ロッシ・スチュアート         | 2006, 2011, 2021                         |
| 3        | トニ・セルヴィッロ                 | 2005, 2008, 2009                         |
| 3        | アルベルト・ソルディ               | 1956, 1960, 1977                         |
| 3        | ウーゴ・トニャッツィ               | 1964, 1969, 1982                         |
| 3        | ジャン・マリア・ヴォロンテ         | 1968, 1971, 1989                         |
| 2        | ステファノ・アコルシ               | 2001, 2016                               |
| 2        | セルジオ・カステッリット           | 1996, 2002                               |
| 2        | ファブリツィオ・ジフーニ           | 2004, 2014                               |
| 2        | ミケーレ・プラチド                 | 1976, 1985                               |
| 2        | トト                               | 1952, 1967                               |